# Экранная клавиатура

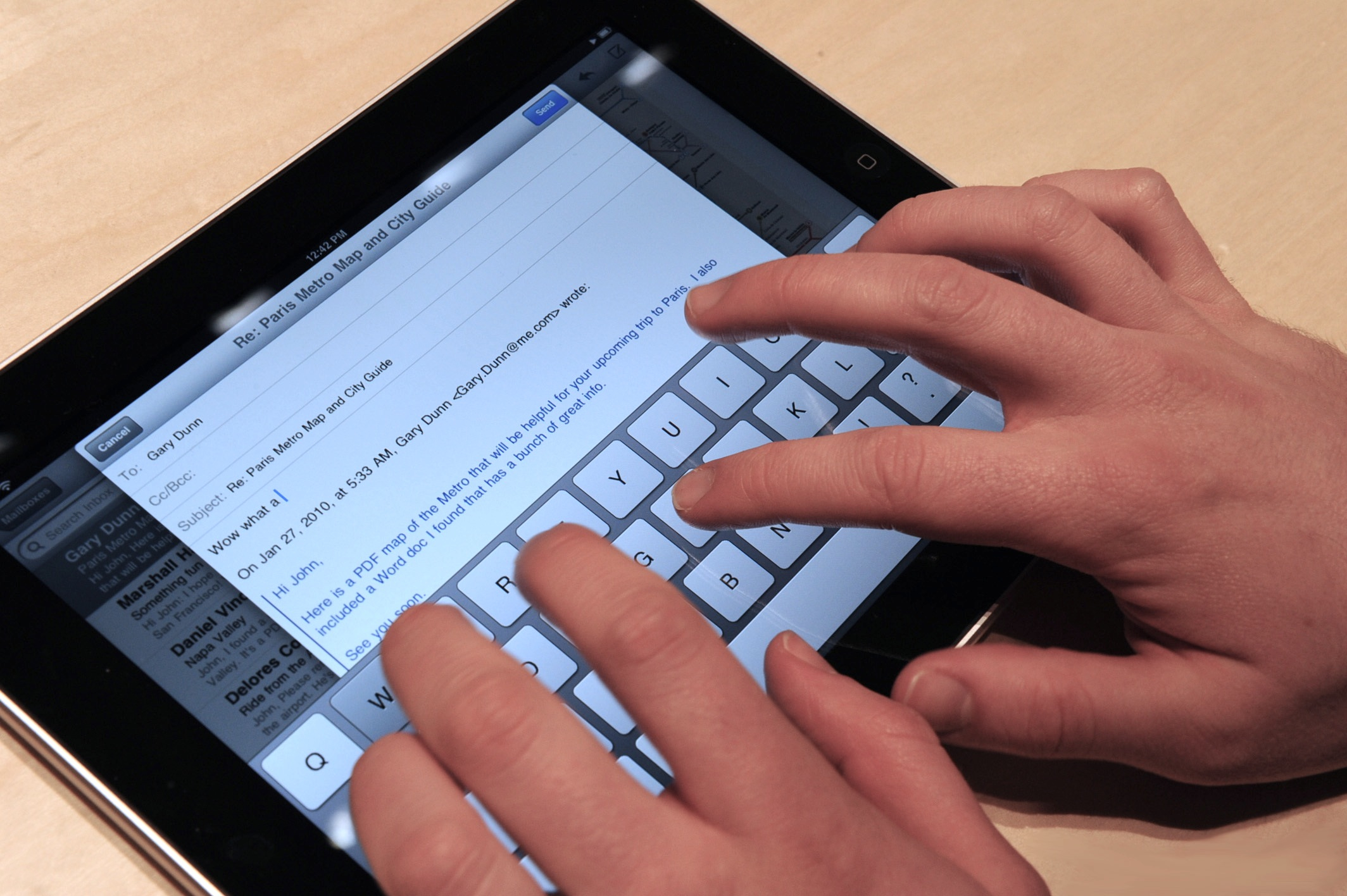
Клавиатура на сенсорном экране

Экра́нная клавиату́ра (виртуальная клавиатура, сенсорная клавиатура) — компьютерная клавиатура, изображённая на экране электронно-вычислительного устройства. Нажатие на клавиши осуществляется курсором мыши, либо, для сенсорных экранов, пальцем пользователя или стилусом. Такие клавиатуры, чаще используются в смартфонах и планшетах, нежели на ноутбуках и ПК, даже при наличии у них, сенсорного экрана. 
Виртуальные клавиатуры могут использоваться для уменьшения риска регистрации нажатия клавиш. При этом вредоносным программам сложнее получать данные, чем при реальных нажатиях клавиш. Однако есть риск, что вредоносная программа будет делать скриншоты с регулярными интервалами времени или после каждого щелчка мыши. Для избавления от этой проблемы в Японии изобрели «фальшивые курсоры» для виртуальных клавиатур, так называемый алгоритм Symmetric Cursors, при котором по виртуальной клавиатуре кроме настоящего курсора движется большое количество фальшивых курсоров. В результате сканирование экрана не определит, куда действительно направлен курсор мыши.
Некоторые сенсорные клавиатуры, из эстетических соображений, могут иметь имитацию подсветки, то есть яркий, возможно даже переливающийся, контур клавиш. Также современные экранные клавиатуры получили возможность полной кастомизации пользователем - появилась возможность менять расположение клавиш, изменять фон и стиль клавиатуры.

## Программы
- Встроенная клавиатура Windows[1][2]
- Встроенная клавиатура Mac OS[3]
- Сторонние клавиатуры для смартфонов, планшетов и прочих устройств с сенсорным экраном: Яндекс.Клавиатура[4], Swype, SwiftKey, GBoard, TouchPal, Fleksy, GO Keyboard, Hacker's Keyboard, Cheetah Keyboard и др.